# Liste der Kulturgüter in Oberried am Brienzersee
Die Liste der Kulturgüter in Oberried am Brienzersee enthält alle Objekte in der Gemeinde Oberried am Brienzersee im Kanton Bern, die gemäss der Haager Konvention zum Schutz von Kulturgut bei bewaffneten Konflikten, dem Bundesgesetz vom 20. Juni 2014 über den Schutz der Kulturgüter bei bewaffneten Konflikten sowie der Verordnung vom 29. Oktober 2014 über den Schutz der Kulturgüter bei bewaffneten Konflikten unter Schutz stehen.
Objekte der Kategorie A sind vollständig in der Liste enthalten, Objekte der Kategorie B sind im Gemeindegebiet nicht ausgewiesen, Objekte der Kategorie C fehlen zurzeit (Stand: 29. März 2024). Unter übrige Baudenkmäler sind geschützte Objekte zu finden, die im Bauinventar des Kantons Bern als «schützenswert» verzeichnet sind.

## Kulturgüter
| Foto |                                                      | Objekt                    | Kat. | Typ | Standort                | Beschreibung |
| ---- | ---------------------------------------------------- | ------------------------- | ---- | --- | ----------------------- | --- |
| ja   | Datei hochladen · Wikidata zu Bauernhaus (Q19362679) | Bauernhaus KGS-Nr.: 09235 | A    | G   | Quai 29 639938 / 176334 | Das 1801 erbaute ehemalige Bauernhaus ist ein hervorragender Blockbau auf einem massiven Sockelgeschoss. Es gilt als eines der schönsten und am besten erhaltenen Häuser des Berner Oberlands. Seine symmetrische Front besitzt eine kräftige plastische Verzierung und eine verhaltene klassizistische Malerei. Die Konsolen sind mit geschnitzten Reliefs verziert. |

## Übrige Baudenkmäler
Hinweis: Anstelle der KGS-Nummer wird als Objekt-Identifikator (ID) die Grundstücksnummer verwendet.
| ID            | Foto |                                                      | Objekt                                 | Typ | Standort                               | Beschreibung |
| ------------- | ---- | ---------------------------------------------------- | -------------------------------------- | --- | -------------------------------------- | --- |
| 198; 476; 232 | BW   | Datei hochladen                                      | Schuemächerlihaus (1607)               | G   | Quai 37, 39, 41 639922 / 176372        | |
| 256; 1058     | BW   | Datei hochladen                                      | Ehemaliges Bauernhaus (1604)           | G   | Untergasse 13, 13a, 17 640057 / 176360 | |
| 345           | ja   | Datei hochladen · Wikidata zu Bauernhaus (Q19362679) | Bauernhaus (1801)                      | G   | Quai 29 639938 / 176334                | Das 1801 erbaute ehemalige Bauernhaus ist ein hervorragender Blockbau auf einem massiven Sockelgeschoss. Es gilt als eines der schönsten und am besten erhaltenen Häuser des Berner Oberlands. Seine symmetrische Front besitzt eine kräftige plastische Verzierung und eine verhaltene klassizistische Malerei. Die Konsolen sind mit geschnitzten Reliefs verziert. |
| 357           | BW   | Datei hochladen                                      | Wohnhaus (1864)                        | G   | Hauptstrasse 23 639949 / 176418        | |
| 516           | BW   | Datei hochladen                                      | Ofenhaus (17./18. Jh.)                 | G   | Untergasse 4a 639922 / 176372          | |
| 649           | BW   | Datei hochladen                                      | Brunnen (1810)                         | K   | Untergasse N.N.1 640113 / 176362       | |
| 934           | BW   | Datei hochladen                                      | Ehemaliges Bauernhaus (spätes 18. Jh.) | G   | Untergasse 7 640014 / 176384           | |
| 1029          | BW   | Datei hochladen                                      | Ehemaliges Bauernhaus (1808)           | G   | Hauptstrasse 11 639559 / 175953        | |
| 1199          | BW   | Datei hochladen                                      | Altes Schulhaus (1836)                 | G   | Ebligen 15 642183 / 178116             | |
| 1294          | BW   | Datei hochladen                                      | Ehemaliges Bauernhaus (1771)           | G   | Ebligen 13 642174 / 178088             | |